# Villas mexicaines de la vallée de l'Ubaye

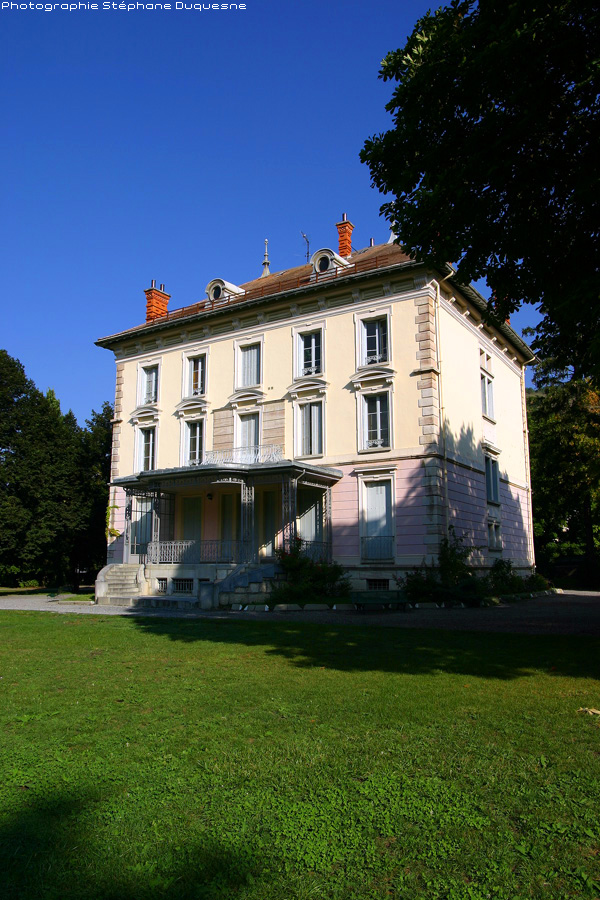
Villa Sapinière, maison du parc national du Mercantour et musée de la vallée.

Les villas mexicaines de la vallée de l'Ubaye ont été construites par des émigrés de Jausiers et Barcelonnette ayant fait fortune au Mexique au XIXe siècle et au début du XXe siècle. Le mouvement fut lancé par Jacques Arnaud qui, parti de Jausiers, émigra en Louisiane en 1805. Intégré à la communauté acadienne, il épousa Marie Lalonde. Il est bientôt rejoint par ses frères et trois de ses anciens employés tisserands. 

## De la Louisiane au Mexique
Avec eux, Arnaud fonde Arnaudville. En 1821, ils déménagent tous au Mexique, où ils fondent le magasin El Cajon de Ropa de Las Sietes Puertas. Les anciens employés, fortune faite, reviennent au pays, en 1845. Leur réussite incite de nombreux jeunes hommes à rejoindre les frères Arnaud. 
Certains eurent des réussites spectaculaires dans le textile et la banque. Revenus dans la vallée de l'Ubaye, entre 1880 et 1930, ils se firent construire une cinquantaine de somptueuses villas entourées de parcs et jardins à Barcelonnette et Jausiers. Construites aux abords du village, en habitat dispersé, les villas sont maintenant entourées par les maisons des nouveaux quartiers qui se sont développés depuis.

## Les villas mexicaines de Jausiers

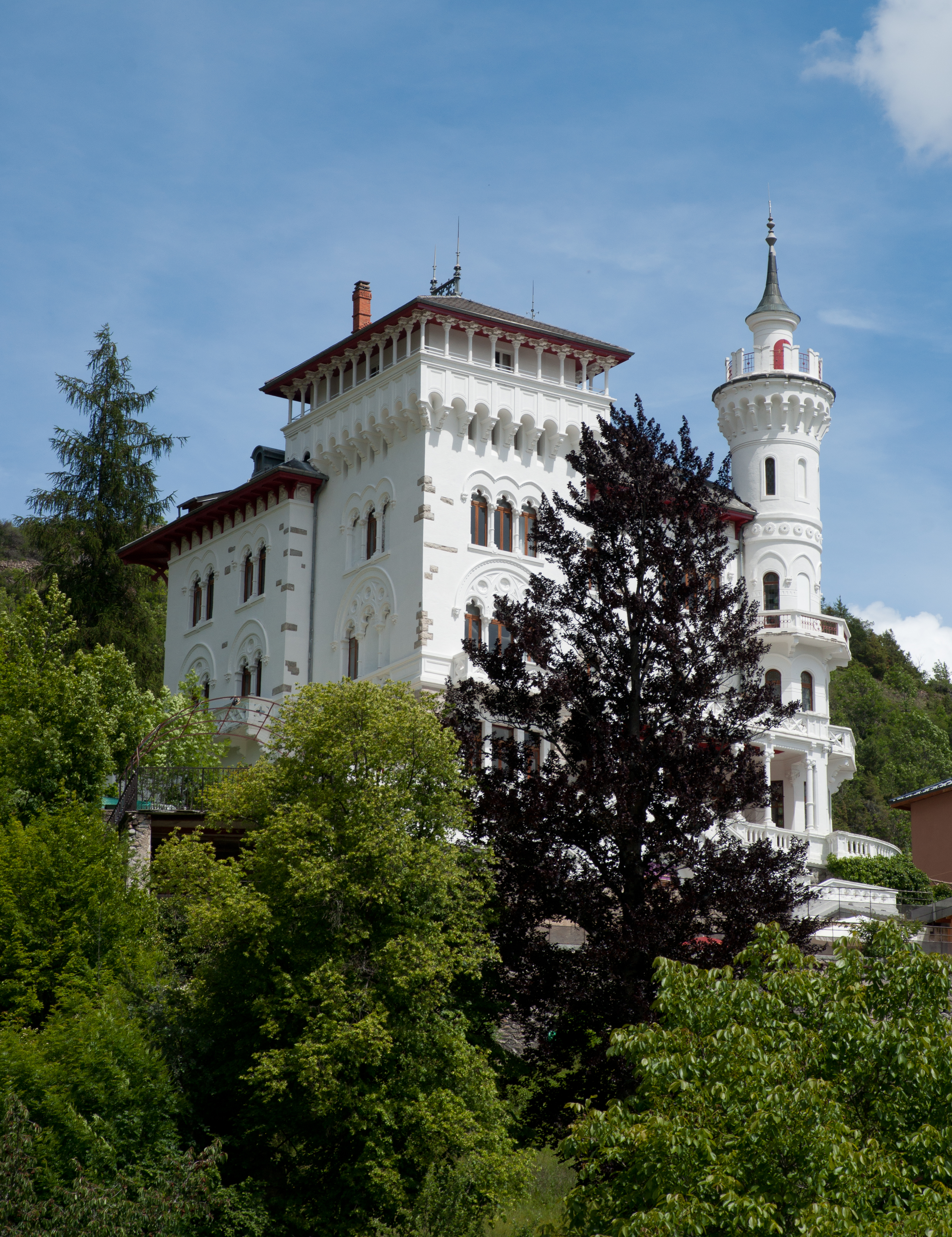
Le château des Magnans.

- La villa Laugier, construite en 1892, dont le décor date de 1904. Elle est précédée d’un porche dorique, sous le balcon. Le décor de peintures murales s’étend dans toutes les pièces intérieures, mais aussi à l’extérieur, orné de trompe-l'œil[2].
- La villa Morélia, achevée en 1900, fut la propriété des quatre frères Audiffred, anciens propriétaires du magasin al puerto de Liverpool à Morelia. Son architecture est unique : silhouette verticale, sophistication des combles en ardoise d'Angers, utilisation de la brique[1].
- Le château des Magnans, construit entre 1903 et 1913, a une architecture gothique de fantaisie, inspirée de celle du château de Neuschwanstein, construit en Bavière par Louis II, mais aussi des châteaux toscans tels que le château de Vicchiomaggio. Il est orné d’un dessus-de-porte en bas-relief de Clodion, représentant un cortège de bacchantes et un vitrail de Louis Balmet. C’est un monument historique inscrit[3].
- Les villas La Brise et La Sisampa à la sortie est de Jausiers.
- La villa Fortoul en face du pont sur l'Ubaye rive gauche, à côté de l'ancienne gendarmerie.
- La villa Manon fut construite en 1907, pour Benjamin Teissier. Elle reproduit la silhouette verticale de la villa Morélia. Son propriétaire, passionné d'horticulture, entretenait un jardin à l'anglaise. Une rose porte son nom au parc de la Tête d'Or à Lyon[1].
- La villa Javelly a été réalisée en 1910 par l'architecte du château des Magnans. Sa façade polychrome, et l'ajout d'un attique (demi-étage), laissent deviner une influence italienne toute proche[1].
- La villa Les Charmettes, construite en 1910, est grande résidence consacrée à la villégiature qui se différencie des autres villas par la richesse et la variété de ses percements[1].
- La villa Sapinière, de style classique (bâtiment qui abrite le musée de la Vallée), est en bel appareil à refends ; elle est dotée d’un porche soutenu par des colonnes ornées de rosaces[4].
- La villa Campecina, aux formes épurées, construite en 1912[5].
- La villa Javelly, construite en 1913, encadrée de deux tours, de style composite (Art nouveau, art pittoresque et italianisant)[6].

## Les villas mexicaines de Barcelonnette
- La villa Bleue, construite pour Camille Jean, fondateur du magasin la Francia Maritima et achevée en 1931. De style art déco, elle est l'œuvre collective de l'architecte Joseph Hiriart, Georges Tribout, Georges Beau, du maître verrier Jacques Grüber et du ferronnier Schwartz[7].
- La villa Sapinière, de style classique (bâtiment qui abrite le musée de la Vallée), est en bel appareil à refends ; elle est dotée d’un porche soutenu par des colonnes ornées de rosaces[4].
- La villa Puebla, construite en 1880 par un entrepreneur italien, Victor Bérato, pour Eugène Lions, ancien négociant à Puebla. Ce dernier la fait modifier par l'architecte français Francis Girard en 1903[8],[9].
- La villa Anita, construite en 1878 pour être une simple maison de rapport abritant la régie des tabacs au rez-de-chaussée. Elle est achetée en 1920 par Louis Gastinel, négociant au Mexique. Il fait modifier la maison par l'architecte marseillais Pierre Julien[10].

Villas mexicaines de Barcelonnette
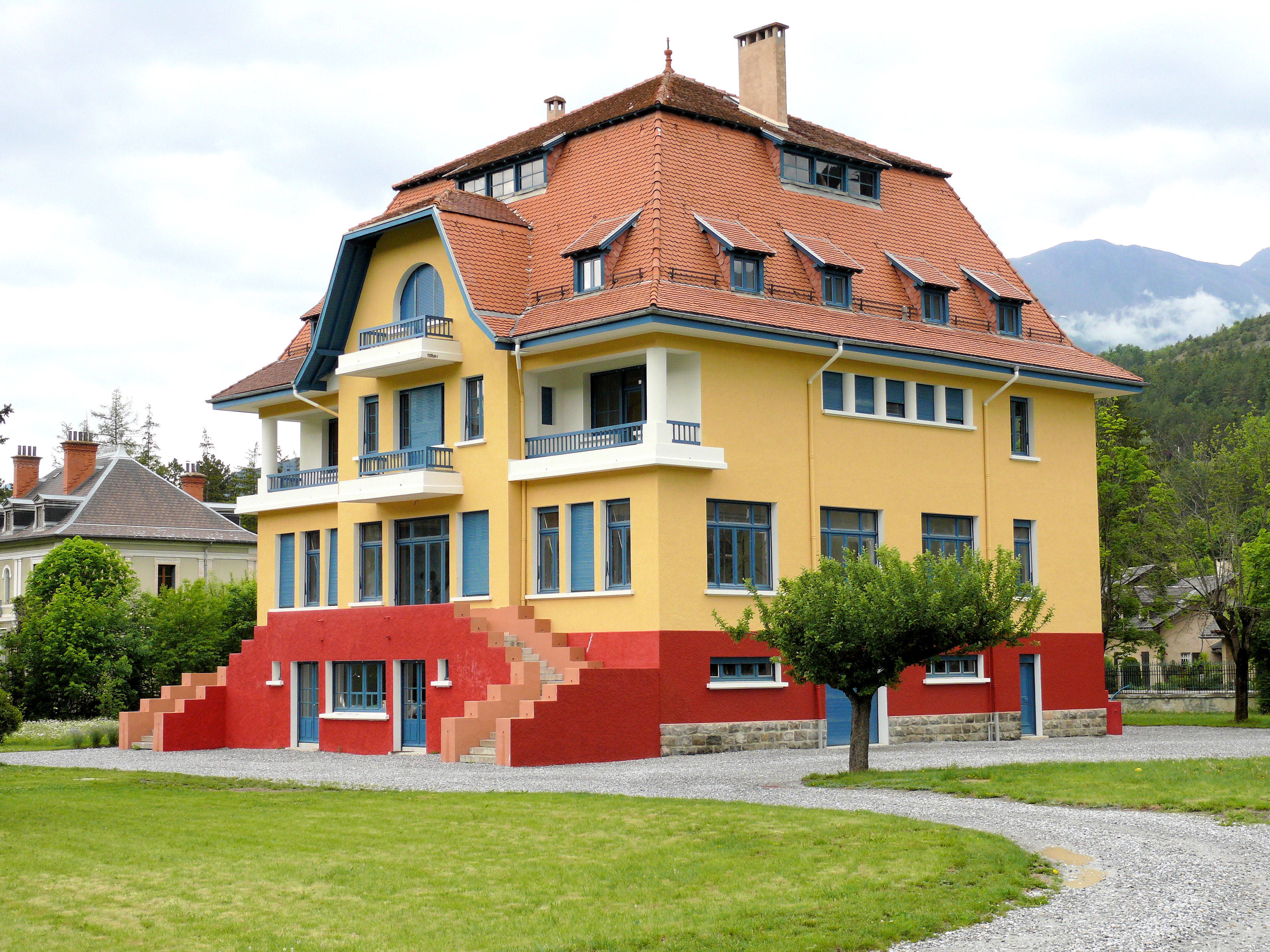
Villa Bleue.
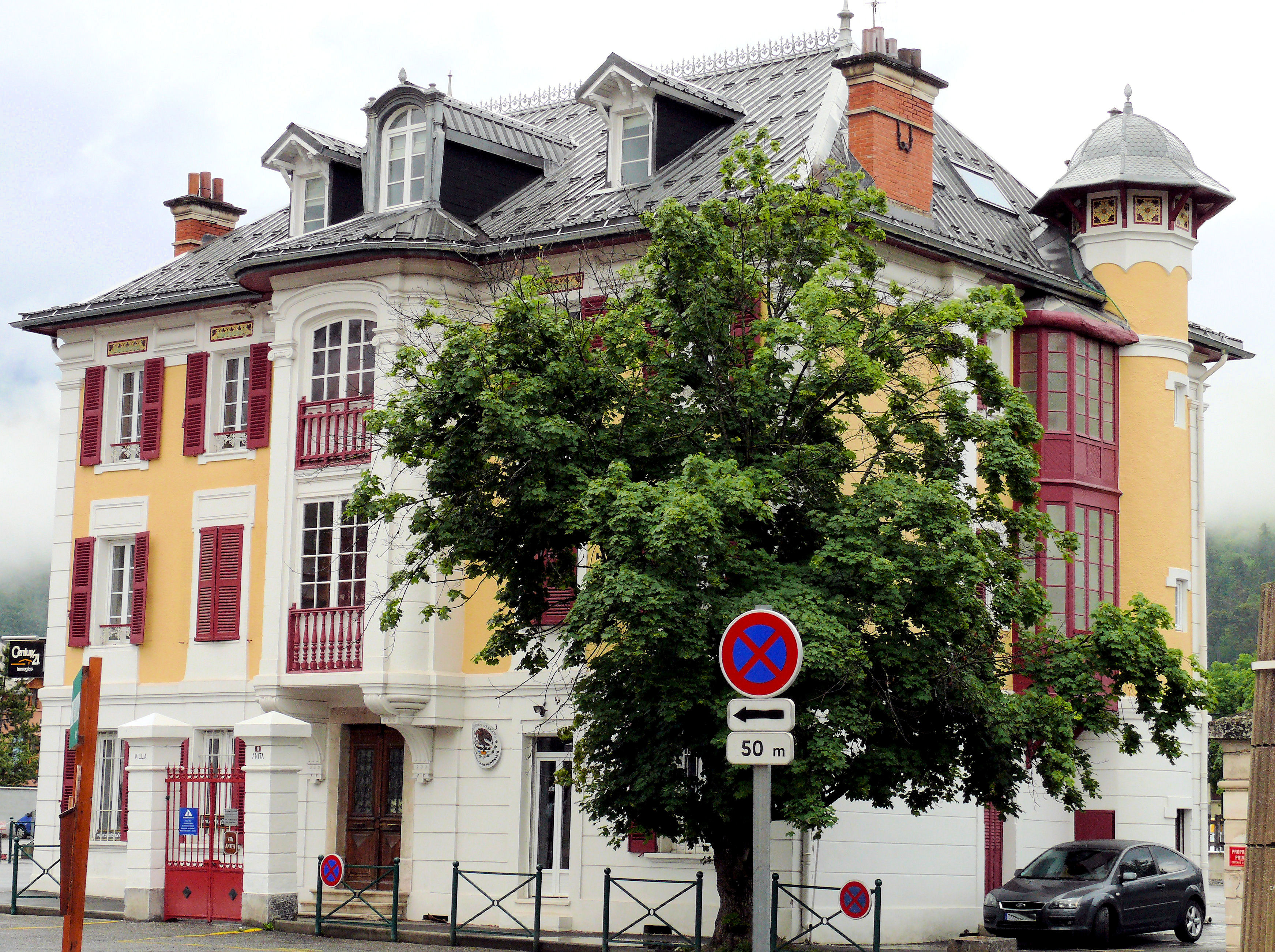
Villa Anita, consulat du Mexique.
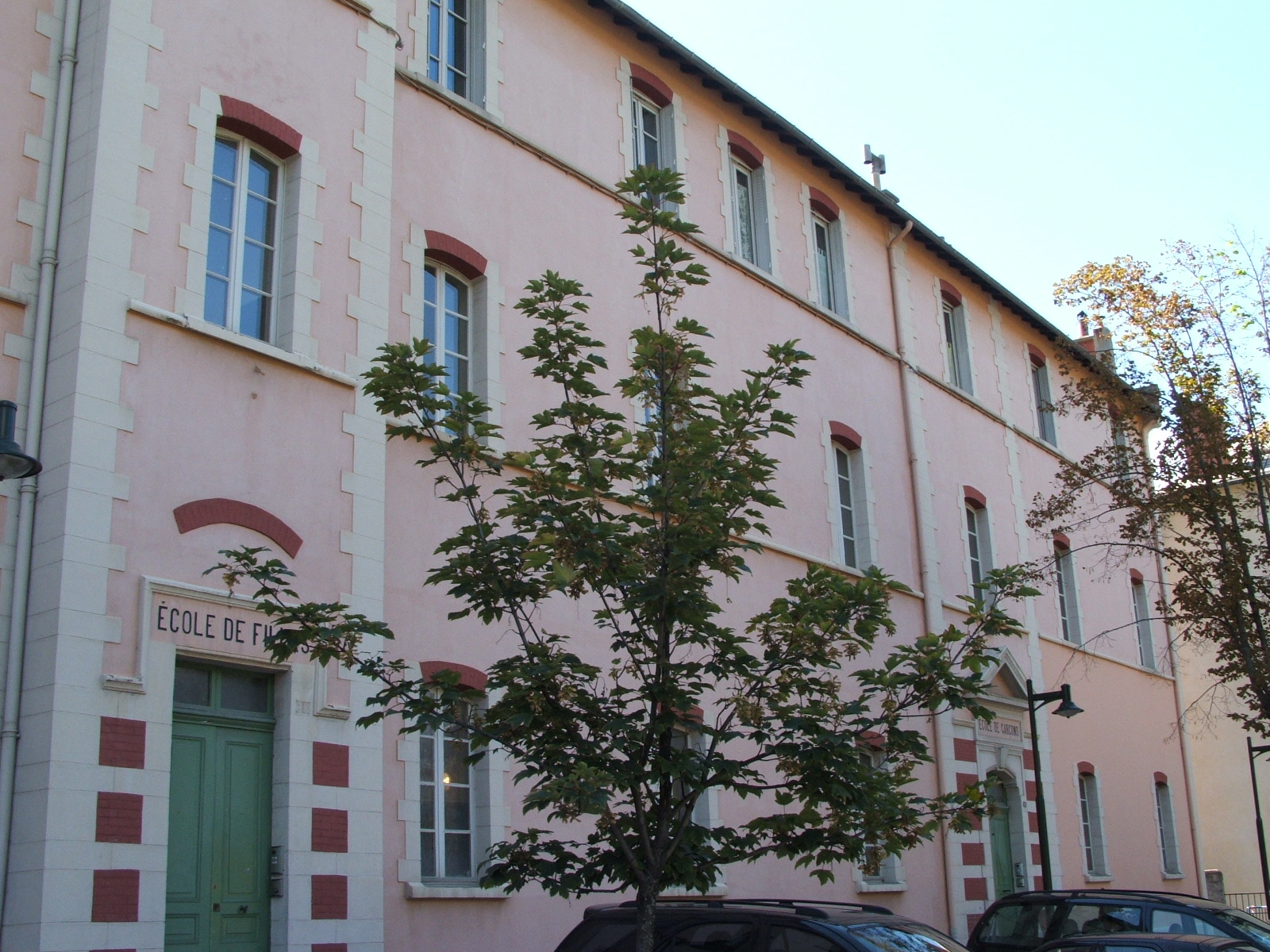
École publique installée dans une villa mexicaine.
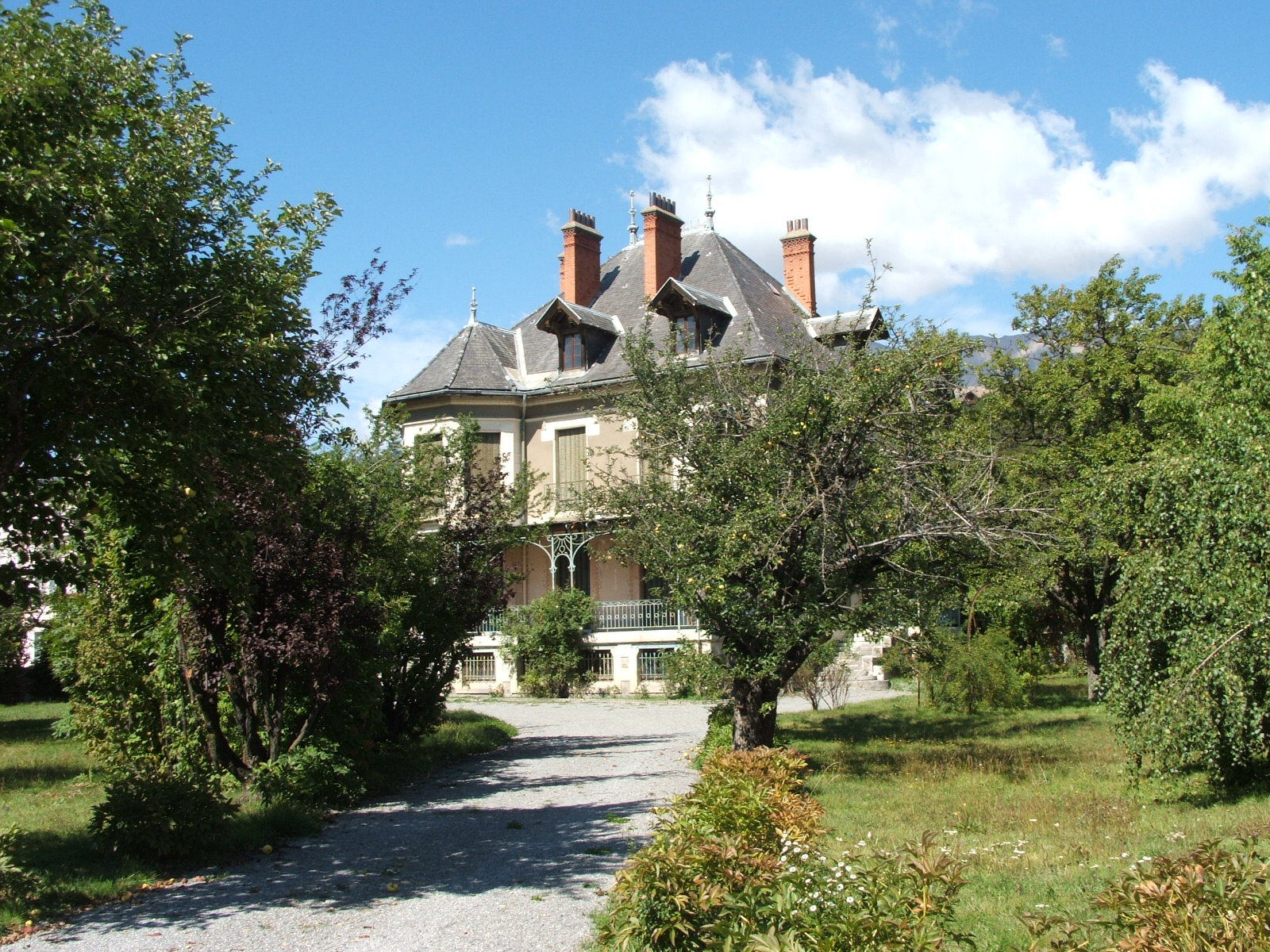
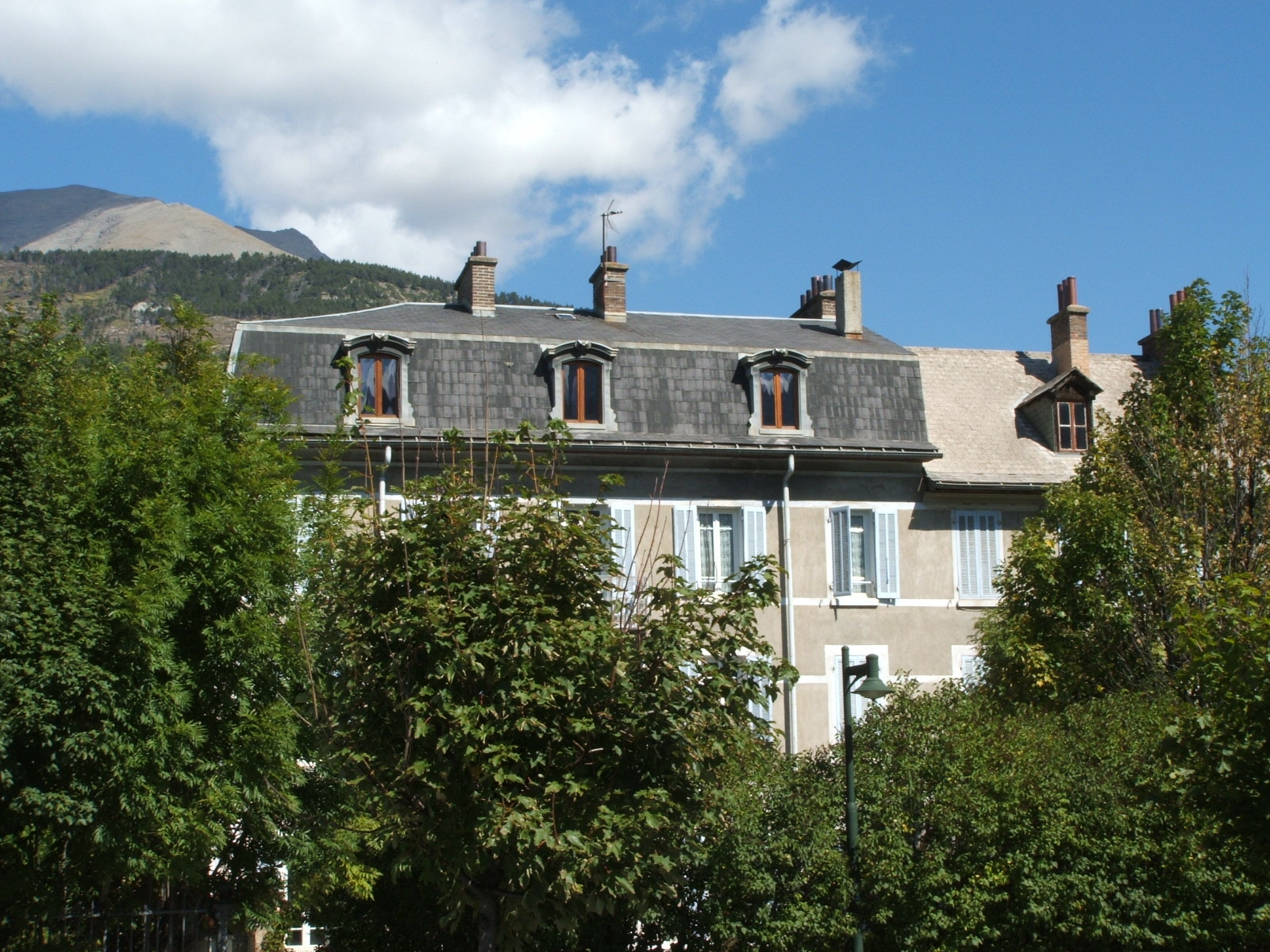
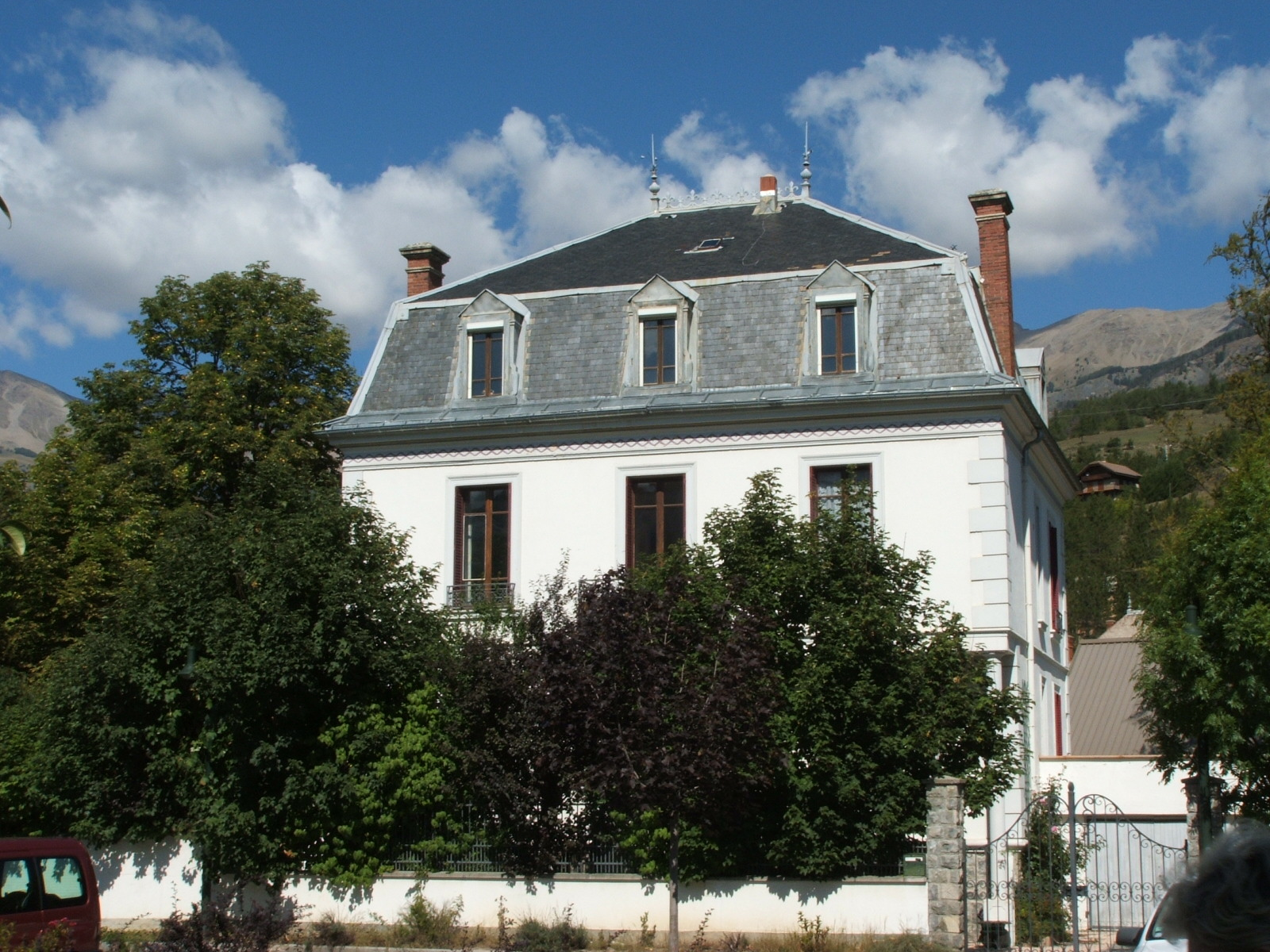
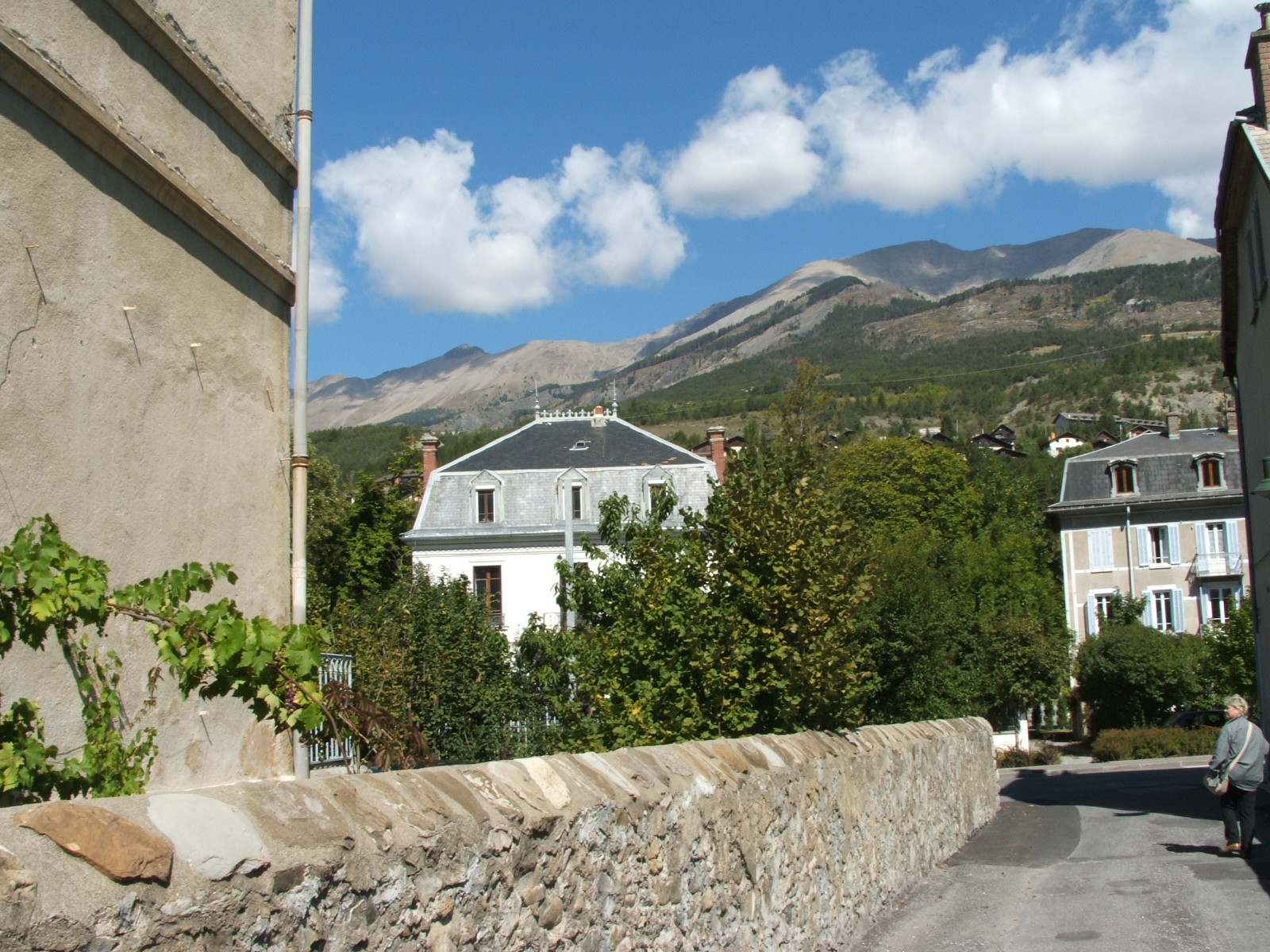
Deux villas.
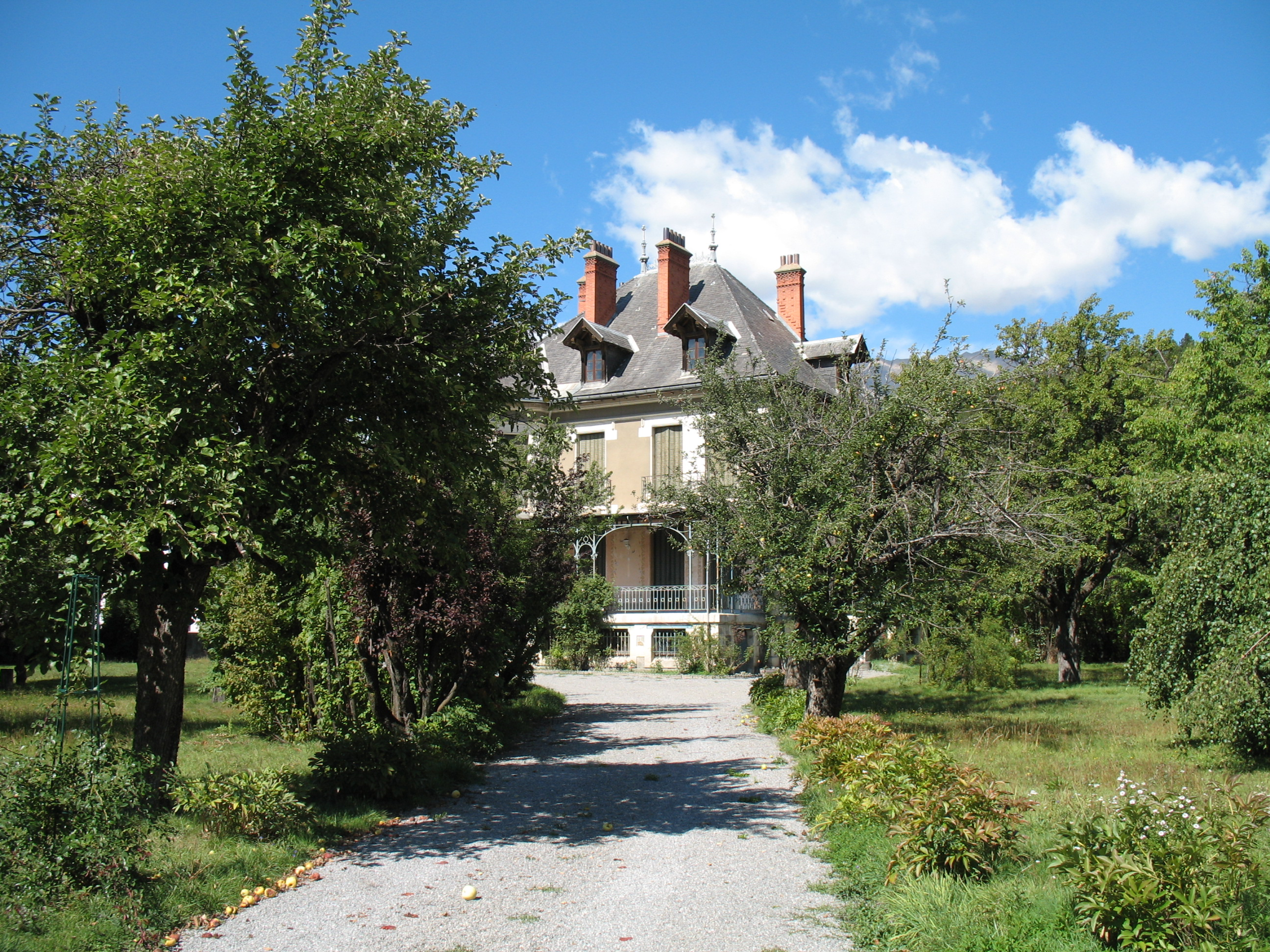
Villa mexicaine et son parc.
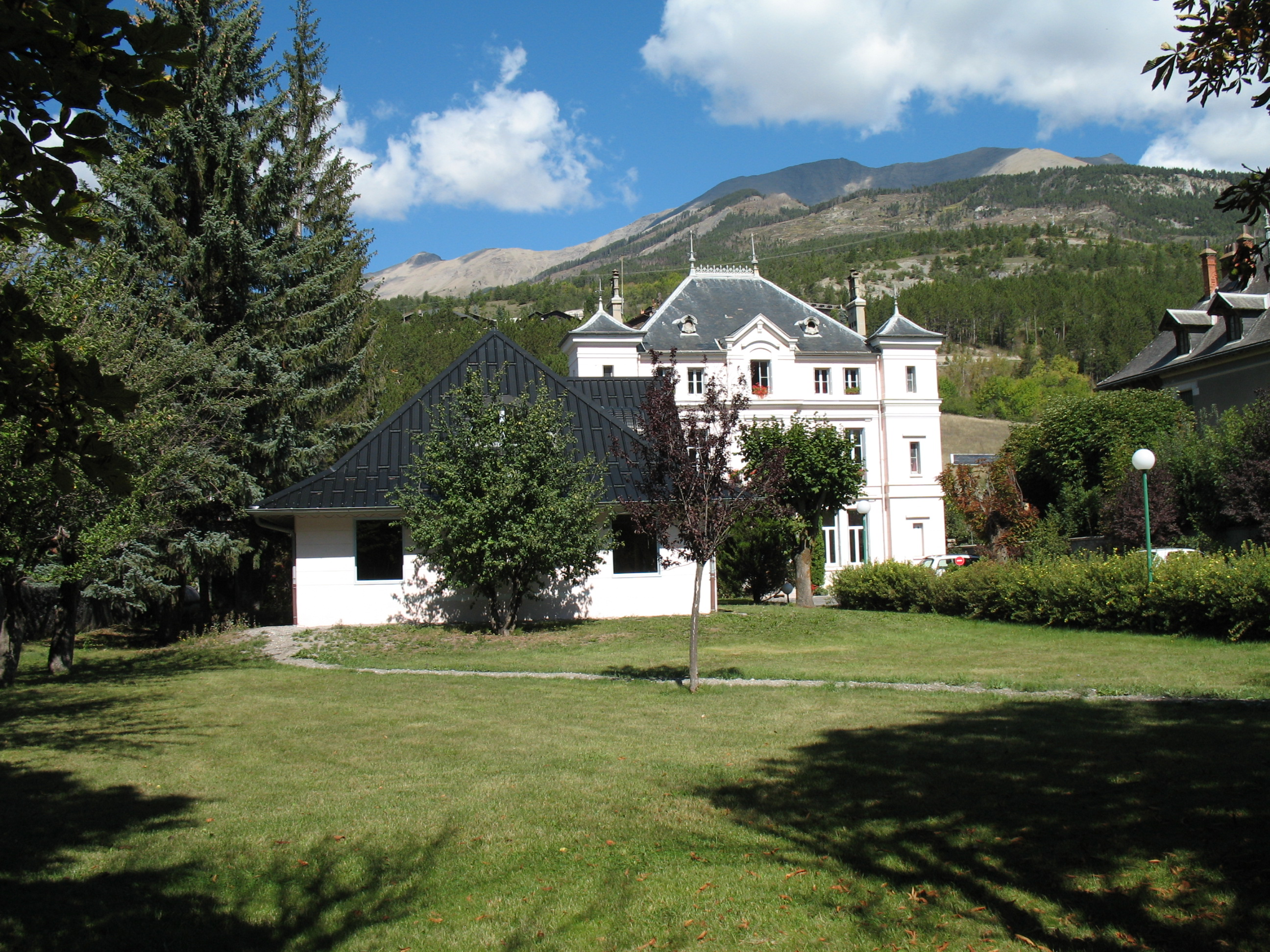
Villa mexicaine et son parc.
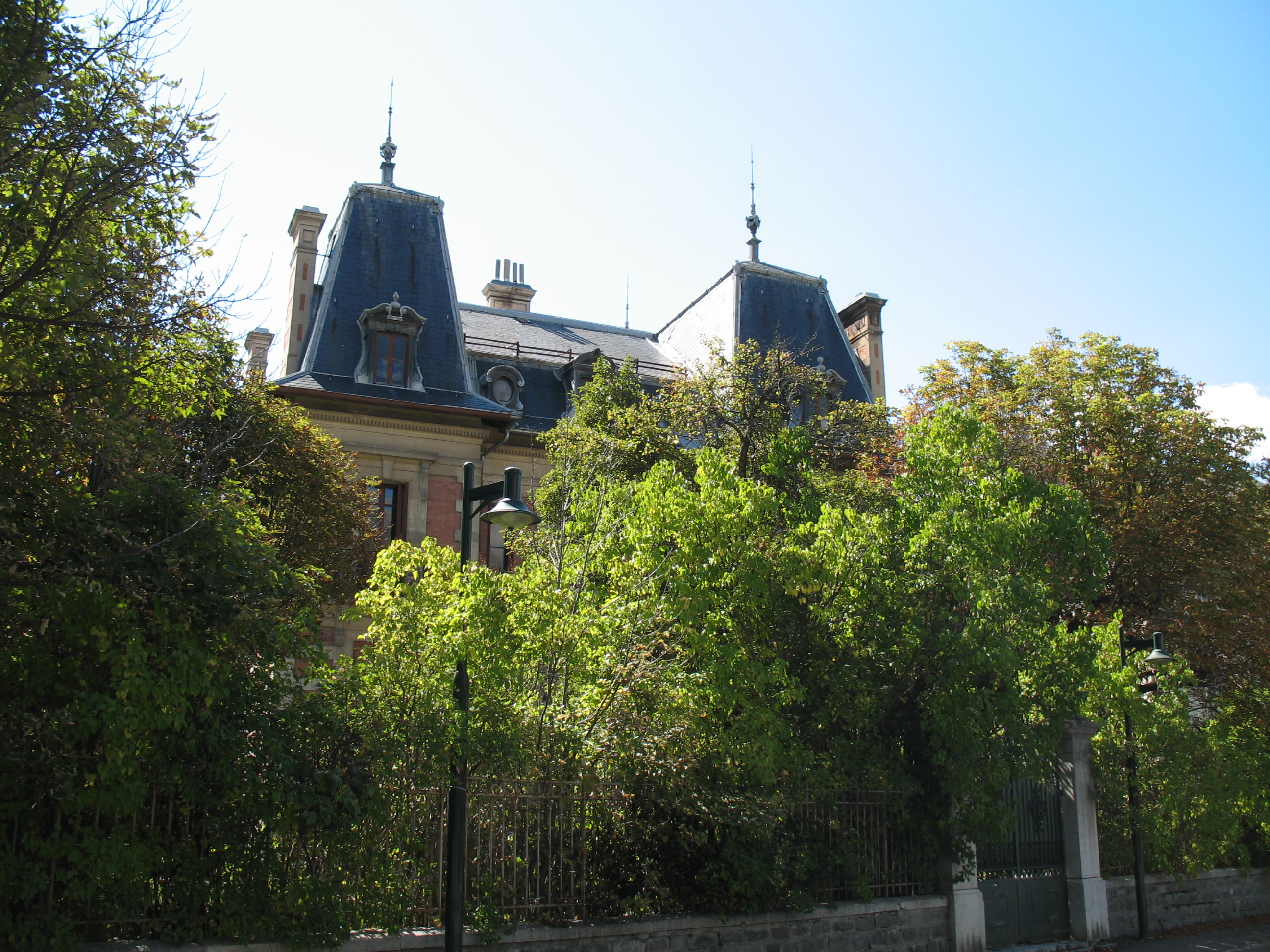
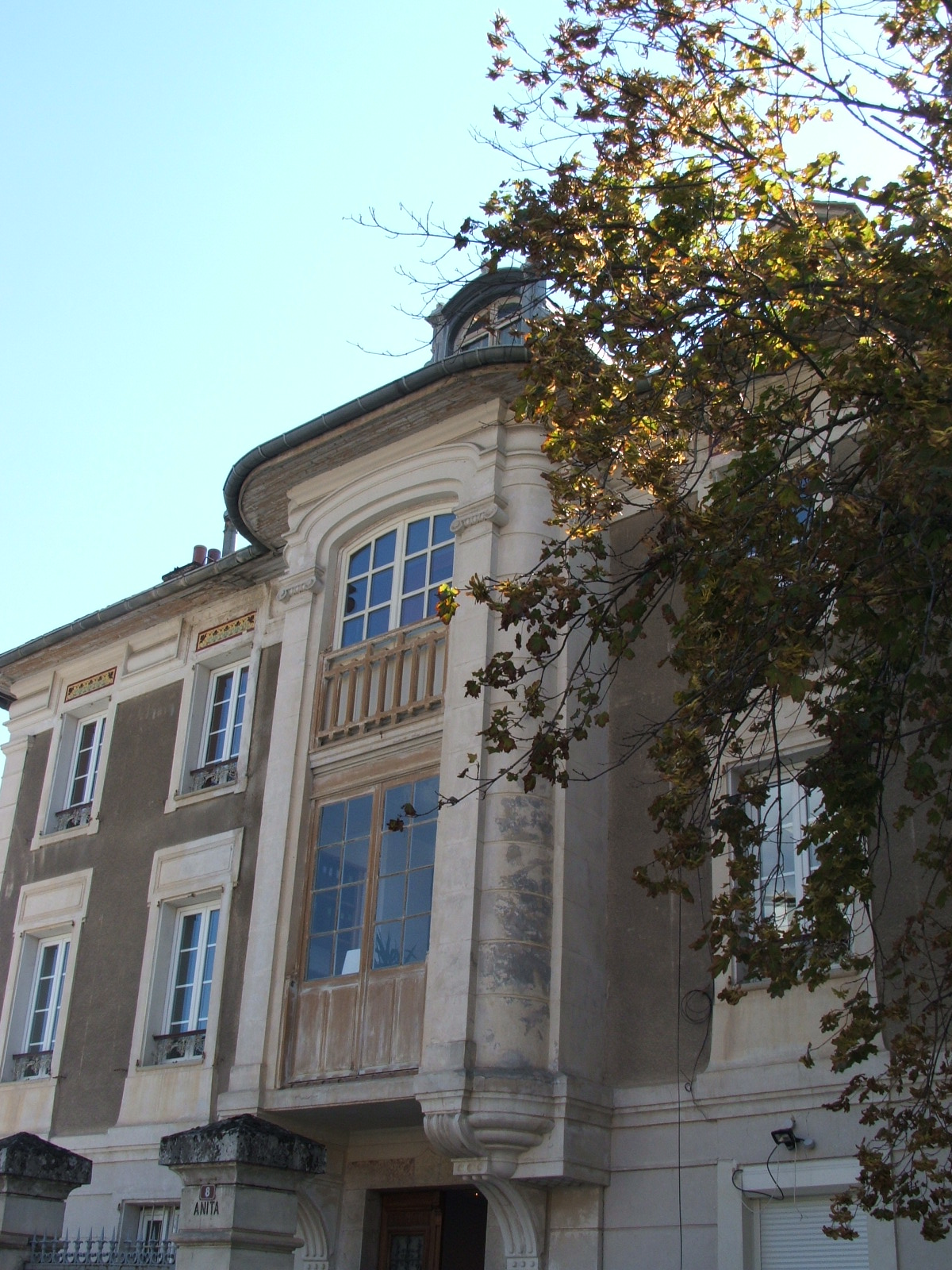
Détail de la façade d'une villa.
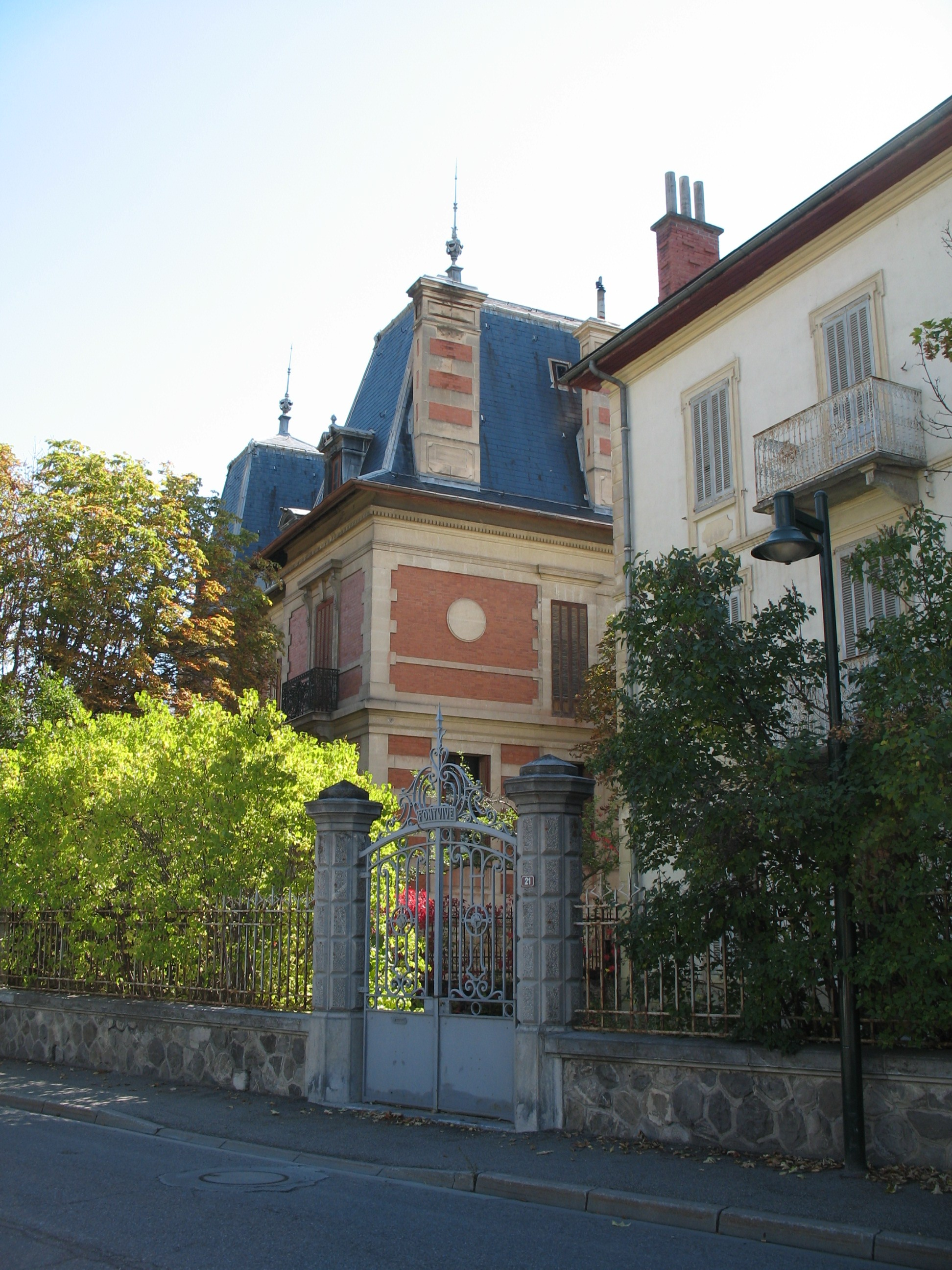
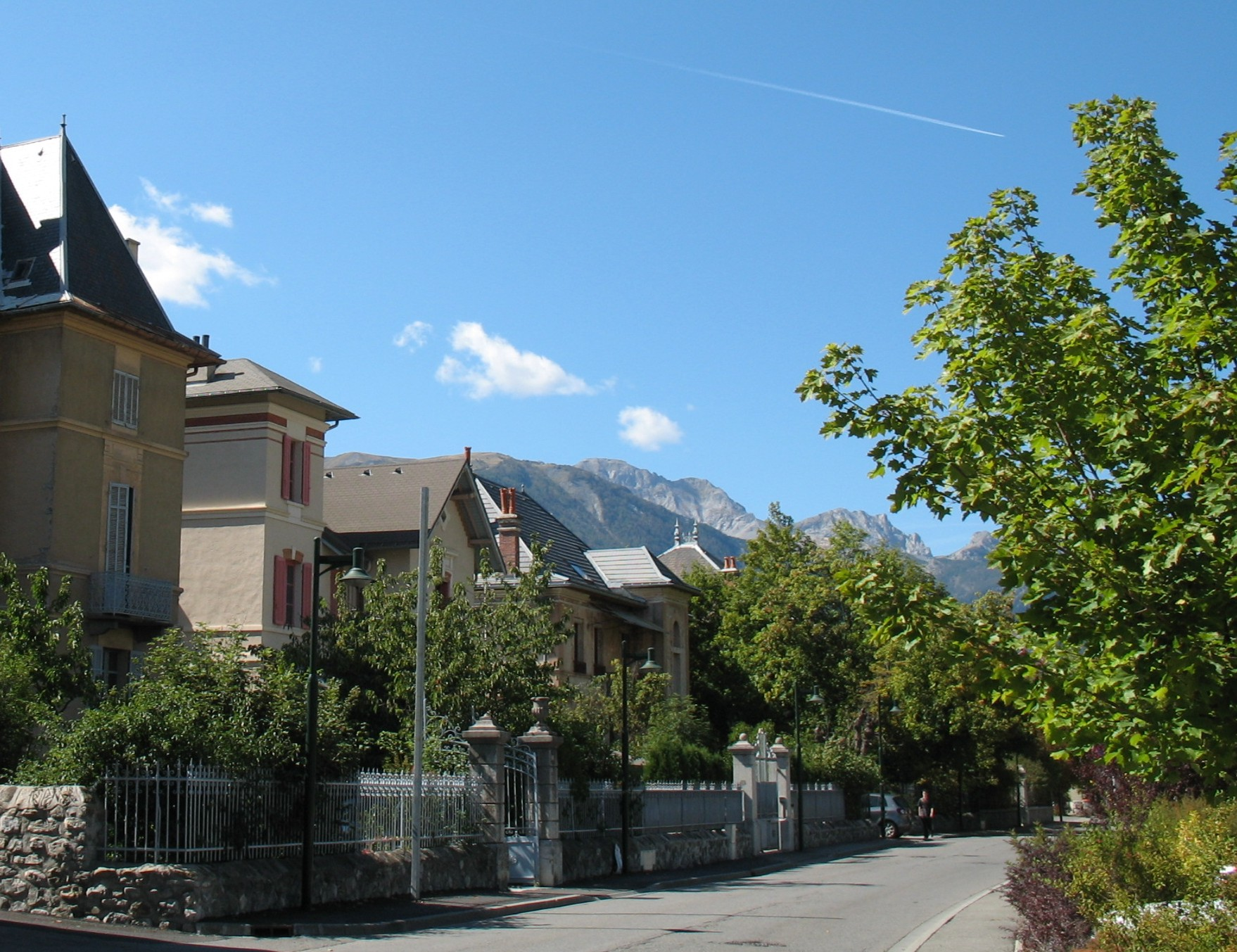
Rue avec enfilade de villas.